# Dissogenes petersi
Dissogenes petersi är en sjöstjärneart som beskrevs av Jacques Jangoux 1981. Dissogenes petersi ingår i släktet Dissogenes och familjen Ophidiasteridae.
Artens utbredningsområde är havet kring Nya Zeeland. Inga underarter finns listade i Catalogue of Life.